# Peaceful Valley
Peaceful Valley é uma Região censo-designada localizada no estado norte-americano de Washington, no Condado de Whatcom.

## Demografia
Segundo o censo norte-americano de 2000, a sua população era de 2448 habitantes.

## Geografia
De acordo com o United States Census Bureau tem uma área de
44,0 km², dos quais 43,9 km² cobertos por terra e 0,1 km² cobertos por água.

## Localidades na vizinhança
O diagrama seguinte representa as localidades num raio de 16 km ao redor de Peaceful Valley.